# Istiblennius lineatus
Istiblennius lineatus là một loài cá biển thuộc chi Istiblennius trong họ Cá mào gà. Loài cá này được mô tả lần đầu tiên vào năm 1836.

## Từ nguyên
Tính từ định danh lineatus trong tiếng Latinh có nghĩa là "có sọc", hàm ý đề cập đến các sọc ngang trên thân của loài này.

## Phân bố và môi trường sống
I. lineatus có phân bố trải rộng trên vùng Đông Ấn - Tây Thái Dương, từ Lakshadweep và Maldives trải dài về phía đông đến quần đảo Gambier và Pitcairn, phía nam phạm vi đến Úc, phía bắc đến miền nam Nhật Bản. I. lineatus đã mở rộng phạm vi về phía tây, khi loài này lần đầu được ghi nhận ở bờ vịnh Oman thuộc Iran.
I. lineatus sống tập trung ở bờ biển đá và vũng thủy triều, độ sâu đến 3 m.

## Mô tả
Chiều dài cơ thể lớn nhất được ghi nhận ở I. lineatus là 9,5 cm. Đầu và thân màu xám sẫm, có đến 9 vạch nâu đen ở hai bên thân (từ gốc vây ngực đến cuống đuôi). Có một đốm trắng nhỏ trên mõm, phía trước mỗi lỗ mũi. Cá đực trưởng thành có mào thịt phát triển ở gáy.
Số gai vây lưng: 12–14; Số tia vây lưng: 22–24; Số gai vây hậu môn: 2; Số tia vây hậu môn: 23–25; Số tia vây ngực: 13–15; Số gai vây bựng: 1; Số tia vây bụng: 3.

## Sinh thái
Trứng của I. lineatus có chất kết dính, được gắn vào chất nền thông qua một tấm đế dính dạng sợi. Cá bột là dạng phiêu sinh vật, thường được tìm thấy ở vùng nước nông gần bờ.